# Stephan Haupt

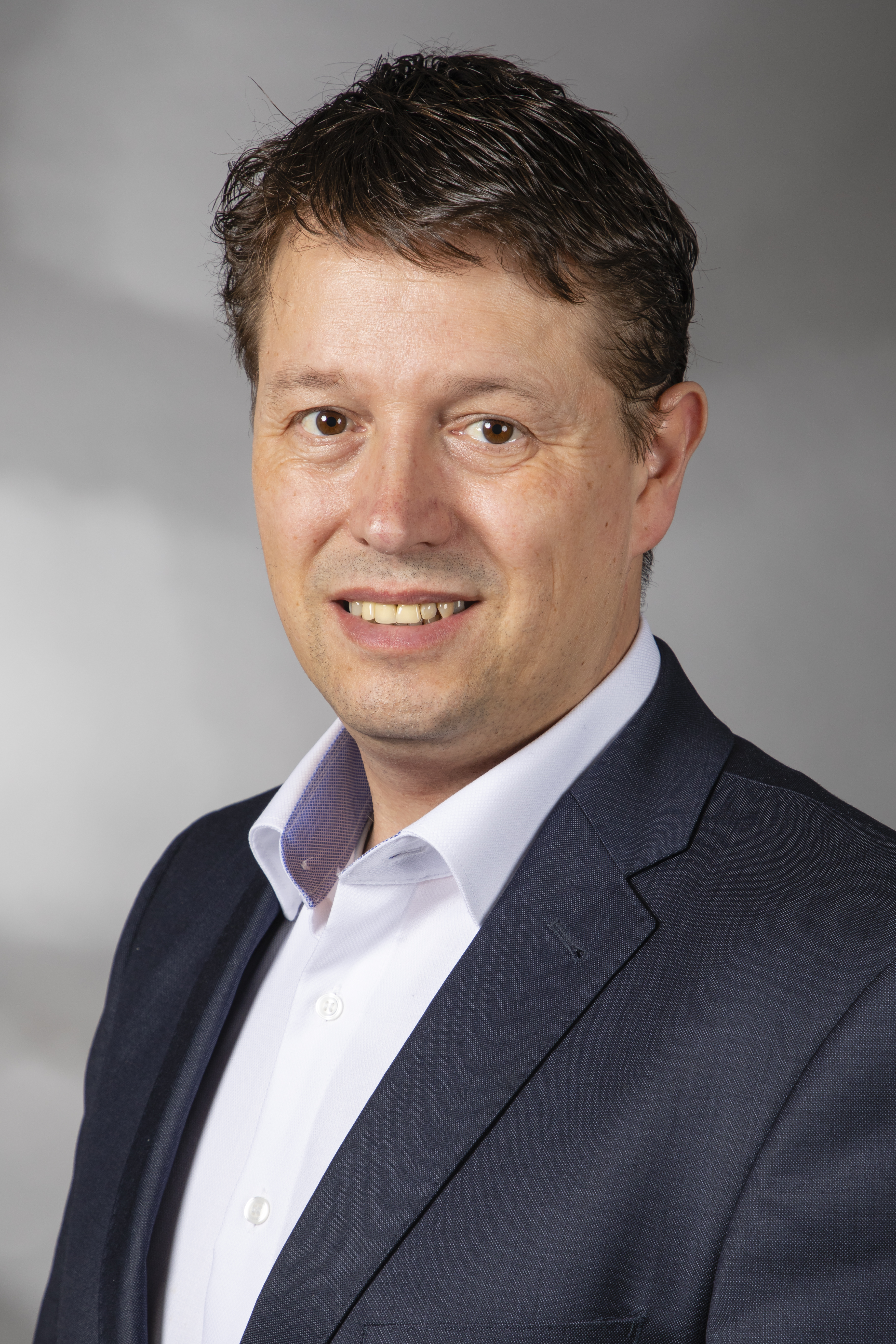
Stephan Haupt (2019)

Stephan Haupt (* 1. Juni 1970 in Kleve) ist ein deutscher Politiker (FDP). Er war von 2017 bis 2022 Abgeordneter im Landtag Nordrhein-Westfalen.

## Leben
Stephan Haupt absolvierte nach dem Schulbesuch in Kleve zunächst eine Ausbildung zum Straßenwärter, später eine Weiterbildung zum Bautechniker und schließlich ein Fernstudium zum technischen Betriebswirt.

## Politik
Haupt trat 1999 in die FDP ein. Er gehört dem Rat von Bedburg-Hau und der Landschaftsversammlung Rheinland an. Bei der Landtagswahl in Nordrhein-Westfalen 2017 erhielt Haupt ein Mandat über die Landesliste seiner Partei. Er hatte zudem (wie auch schon bei der Landtagswahl 2010) auch im Landtagswahlkreis Kleve II kandidiert, wo er 9,1 % der Erststimmen (2010 5,5 %) errang. Nach der Landtagswahl 2022 schied er aus dem Landtag aus.